# Kim Chung-tae
Kim Chung-tae (6 de julho de 1980) é um arqueiro sul-coreano, campeão olímpico.

## Carreira
Kim Chung-tae representou seu país nos Jogos Olímpicos em 2000, ganhando a medalha de ouro por equipes em 2000.